# Europium(III)-phosphid
Europium(III)-phosphid (EuP) ist eine chemische Verbindung aus Europium und Phosphor. Neben der 1:1-Verbindung Europium(III)-phosphid (EuP) sind noch EuP7, EuP3, EuP2, Eu3P2 und Eu3P4 bekannt.

## Gewinnung und Darstellung
Europium(III)-phosphid wird aus einer Lösung von Europiummetall in flüssigen Ammoniak mit Monophosphan (PH3) bei −78 °C hergestellt. Dabei entsteht Wasserstoff und es bildet sich zuerst Eu(PH2)2 welches sich dann zu EuP und PH3 zersetzt.
{\displaystyle {\ce {2 Eu(PH2)2 -> 2 EuP + 2 PH3 + H2}}}

## Eigenschaften
Europium(III)-phosphid kristallisiert analog zu NaCl kubisch in der Raumgruppe Fm3m (Raumgruppen-Nr. 225) (a = 575,5 nm) mit vier Formeleinheiten pro Elementarzelle. Europium(III)-phosphid neigt an Luft zur Bildung von Europium(II)-oxid (EuO), zudem zeigt reines EuP einen Van-Vleck-Paramagnetismus. Der Dampfdruck von EuP beträgt bei 1273 K 133–266,6 Pa.